# Offroicourt
Offroicourt é uma comuna francesa na região administrativa de Grande Leste, no departamento de Vosges. Estende-se por uma área de 9,33 km². Em 2010 a comuna tinha 155 habitantes (densidade: 16,6 hab./km²).